# Nos souvenirs
Pour plus de détails, voir Fiche technique et Distribution.
Nos souvenirs (The Sea of Trees) est un film dramatique américain réalisé par Gus Van Sant, sorti en 2015. Il a été présenté en compétition officielle au festival de Cannes 2015, sous le titre français La Forêt des songes.
Le film se déroule dans la forêt d'Aokigahara, au pied du mont Fuji. L'Américain Arthur Brennan est venu se suicider, comme beaucoup de personnes avant lui en ces lieux. Alors qu'il a trouvé l'endroit qui lui semble idéal, il aperçoit au loin un homme blessé et perdu. Assailli par un sentiment d’humanité irrépressible, Arthur décide de se porter à son secours. Cette rencontre fortuite va lui permettre de retrouver foi en la vie tout essayant de se réconcilier avec la culpabilité vis-à-vis avec son passé qui l'a poussé à mettre fin à ses jours.

## Synopsis
Arthur Brennan, professeur adjoint de physique , se rend à Aokigahara où se trouve la célèbre « La forêt des suicides » avec un colis scellé. Une fois sur place, il tente de mettre fin à ses jours par overdose de médicaments, mais rencontre un japonais nommé Takumi Nakamura. Takumi est entré dans la forêt deux jours auparavant et s'est tranché les veines parce qu'il avait été rétrogradé au travail, mais il s'est vite rendu compte que sa femme et sa fille lui manquaient. Depuis, il a essayé de s'échapper de la forêt dense d'arbres mais ne parvient pas à retrouver la piste du retour. Arthur décide de lui venir, mais les deux finissent par être désorientés et perdus. Pour s'occuper, ils partagent des détails sur leur vie, notamment les noms de la femme et de la fille de Takumi : « Kiiro » et « Fuyu ».
Grâce à des flashbacks, on apprend qu'Arthur a vécu un mariage en ruine aux côtés de sa femme Joan, une agente immobilière. Joan en voulait à Arthur pour sa liaison avec Gabriella, sa collègue, et pour avoir toujours fait passer ses propres besoins avant leurs besoins en tant que couple. Arthur méprisait l'alcoolisme de Joan et son besoin constant de le rabaisser parce qu'il gagnait moins d'argent qu'elle. Une nuit, Joan souffre d'un saignement de nez abondant après une violente dispute. Ils se rendent à l'hôpital, où on lui diagnostique une tumeur au cerveau. Joan et Arthur ravivent lentement leur amour l'un pour l'autre. Après son opération, ils se souviennent de leurs voyages dans leur maison au bord du lac où Joan passait des heures à se promener parmi les orchidées . Il dit qu'il l'y emmènera quand elle sera complètement rétablie. Joan est ensuite transportée dans un hôpital de convalescence. Arthur suit l' ambulance dans sa voiture tout en lui parlant au téléphone. Il plaisante sur le fait de ne pas savoir quelle est sa couleur ou sa saison préférée. Avant que Joan ne puisse répondre, un camion percute violemment l'ambulance, la tuant sur le coup. Lors de ses funérailles, Arthur dit au directeur des pompes funèbres qu'il ne la connaissait pas vraiment, même après avoir été mariés pendant des années. Le directeur répond qu'il a entendu l'une des sœurs de Joan dire qu'elle avait envoyé par la poste un exemplaire du livre préféré de Joan à la maison d'Arthur.
De retour dans le présent, Arthur et Takumi tentent de s'échapper de la forêt. Ils survivent à des chutes, à une montée des eaux soudaine, à la déshydratation et à l'hypothermie au cours d'une seule nuit. En chemin, ils rencontrent les corps d'autres personnes qui ont réussi à mettre fin à leurs jours. Ils se réfugient dans une tente avec un cadavre qui a apporté avec lui des fournitures d'urgence. Assis près d'un feu de camp, Arthur dit à Takumi qu'il est dans la forêt à cause de la culpabilité qu'il ressent à cause de la façon dont lui et Joan se sont traités.
Le lendemain matin, Arthur laisse un Takumi malade près de la tente pour essayer de trouver de l'aide. Il promet à Takumi qu'il reviendra le chercher. Arthur utilise le talkie-walkie du campeur décédé et prend contact avec les gardes du parc. Il essaie d'aider mais est trop faible pour les informer que Takumi est toujours dans la forêt.
Douze jours plus tard, Arthur est examiné par une psychiatre de l'hôpital avant sa sortie. Il prévoit de retourner dans la forêt et de retrouver Takumi. Cependant, la psychiatre l'informe que les gardes ont effectivement trouvé la tente dont il a parlé mais que personne ne se trouve dedans. Elle affirme également qu'il n'y a personne du nom de Takumi Nakamura qui a une femme et une fille portant les noms mentionnés par Takumi, et que la caméra à l'entrée du parc ne montre qu'Arthur entrant dans la forêt.
Arthur retourne dans la forêt et trouve le paquet non ouvert qu'il a laissé derrière lui lorsqu'il a trouvé Takumi pour la première fois. Arthur localise la tente et le manteau qu'il a utilisés pour couvrir Takumi pour se réchauffer, mais trouve une orchidée à la place de ce dernier. Il se souvient que Takumi décrivait la forêt comme une forme de purgatoire, où les esprits des défunts sont les plus proches pendant les moments les plus sombres. Il ouvre le paquet contenant le livre préféré de Joan : un exemplaire de Hansel et Gretel. Arthur réalise alors que Takumi était l'esprit de Joan et avait pour but de l'aider à guérir de sa culpabilité.
Arthur retourne aux États-Unis et ramène l'orchidée avec lui. Pendant les heures de bureau, Eric, l'étudiant d'Arthur, révèle que les noms de la femme et de la fille de Takumi ne sont pas des noms mais des mots qui signifient « jaune » et « hiver ». Arthur se souvient de la dernière conversation qu'il a eue avec sa femme à propos de sa couleur et de sa saison préférées. Il se rend à la maison du lac et plante l'orchidée dans le jardin de Joan, désormais apaisé et prêt à avancer.

## Fiche technique
| |  |  |
| Les acteurs principaux Matthew McConaughey et Naomi Watts, lors de la présentation du film au festival de Cannes 2015. |  |  |

 Sauf indication contraire, les informations mentionnées dans cette section peuvent être confirmées par la base de données cinématographiques IMDb,  présente dans la section « Liens externes ».
- Titre original : The Sea of Trees
- Titre français : Nos souvenirs
- Autre titre francophone : La Forêt des songes
- Réalisation : Gus Van Sant
- Scénario : Chris Sparling
- Direction artistique : Alex DiGerlando
- Décors : Jeanette Scott
- Costumes : Danny Glicker (en)
- Montage : Pietro Scalia
- Musique : Mason Bates
- Photographie : Kasper Tuxen
- Production : Kevin Halloran, Ken Kao et Gil Netter
- Sociétés de production : Bloom, Netter Productions et Waypoint Entertainment
- Sociétés de distribution : Roadside Attractions / Lionsgate (États-Unis), SND (France)
- Pays d’origine : États-Unis
- Langue originale : anglais
- Format : couleur - 2,35:1 - son Dolby numérique
- Genre : drame
- Durée : 110 minutes
- Dates de sortie[1] : 
  -  France : 16 mai 2015 (Festival de Cannes 2015 - sélection officielle)
  -  France : 27 avril 2016
  -  États-Unis : 2016

## Distribution
- Matthew McConaughey (VF : Bruno Choël) : Arthur Brennan
- Ken Watanabe (VF : François Dunoyer) : Takumi Nakamura
- Naomi Watts (VF : Hélène Bizot) : Joan Brennan
- Katie Aselton : Gabriella Laforte
- Jordan Gavaris : Eric
- James Saito : le docteur Takahashi
- Anna Friedman : Anna
- Richard Levine II  (VF : Boris Rehlinger) : le directeur du funérarium

## Production

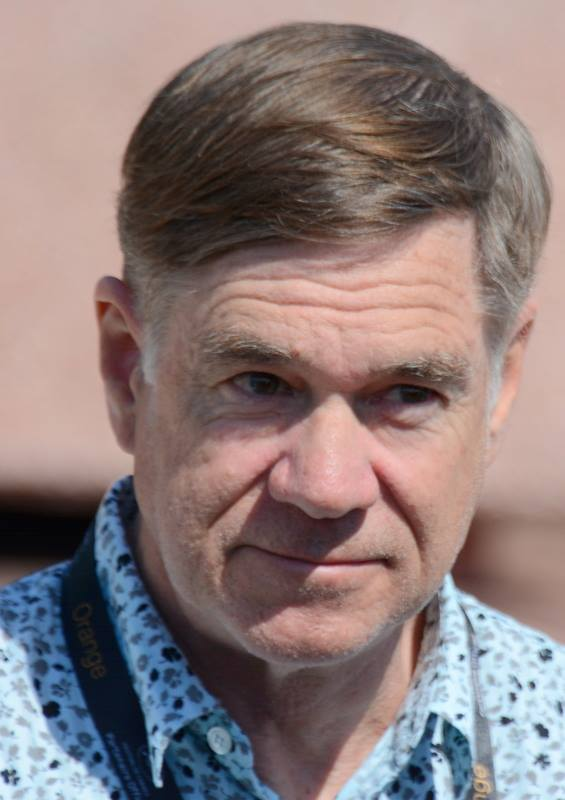
Le réalisateur Gus Van Sant, également à Cannes.

Gus Van Sant accepta de tourner le scénario de Chris Sparling qui fut publié sur The Black List de 2013, un sondage sur les scénarios non-produits les plus appréciés. L'un des précédents films du cinéaste, Restless, était écrit par Jason Lew et fut publié sur la liste de 2009.
Le film a été tourné notamment au mont Fuji et dans la F. Gilbert Hills State Forest (en), au Massachusetts.
Initialement prévu pour sortir à l'automne 2015, le film fut reporté à avril 2016.
Présenté au festival de Cannes sous le titre La Forêt des songes, le titre français change avant sa sortie en France pour devenir Nos souvenirs.

## Nomination
- Festival de Cannes 2015 : Sélection officielle, en compétition.

## Accueil

### Accueil critique
La projection du film au Festival de Cannes 2015 se passe très mal, il est hué lors des séances pour la presse. C'est de loin le film le plus décrié de la compétition,. Télérama critique le pathos et la direction d'acteurs. Le journal Libération parle d'une « version Canada Dry de Gerry » qui laisse parfois entrevoir « le beau film bizarre » qu'il aurait pu être. Critikat parle d'un « survival suicidaire résiliant […] paraît avoir été adapté d’un ouvrage de la collection « Harlequin » s’ouvrant aux spiritualités new age ». Film de Culte reproche le sentimentalisme mais fantasme un film contemplatif sur la forêt. Le Monde est choqué par l'aspect de cliché asiatique du personnage de Takumi Nakamura : « on se croirait revenu aux temps où les studios hollywoodiens bridaient les yeux de comédiens occidentaux pour leur faire proférer des vérités sorties d’un fortune cookie. »